# Franco Sbuttoni
Franco Sbuttoni (ur. 6 maja 1989 w San Nicolás de los Arroyos) – argentyński piłkarz występujący na pozycji obrońcy.

## Kariera piłkarska
Od 2009 roku występował w Tiro Federal, Sportivo Belgrano, Independiente Rivadavia, Atlético Tucumán i Sagan Tosu.